# Love Bond
Love Bond of 心花放 is een TVB-serie die zich afspeelt in het heden. Het verhaal gaat grotendeels over mode. Het openingslied "心花無限" wordt gezongen door Moses Chan, het eindlied Michael Tao, Kenix Kwok, Moses Chan en Bernice Liu.

## Casting
- Michael Tao - Lam Yat-Gong 林一江 / Dai Lou 大佬
- Kenix Kwok - Gei Hoi-Sam 纪开心
- Moses Chan - Sit Sui 薛水/ Lam Sam-Ho 林三河 / Sam Lou 三佬
- Bernice Liu - Gei Mei-Lai 纪美丽
- Anne Heung - Cheung Pik-Fun 章碧芬
- Paul Chun Pui - Gei Tin-Man 纪天文
- Edmond So - Lam Yi-Yeung 林二洋 / Yi Lou 二佬
- Oscar Leung - Lam Sei-Hoi 林四海 / Sei Lou
- Natalie Tong - Lam Siu-Wu 林小湖 / Mui Mui
- Stephen Wong Ka-Lok - Tung Yan 童仁 / Yan Chai 仁仔
- Fred Cheng - Gei Chung-Ming 纪聪明
- Chan Kei - Chin Man-Lei 钱敏俐 /Money
- Carlo Ng - Chu Lik-Kei 朱力其 /Nicky
- Ching Ho-Wai - Tang Shut-Kwan 邓雪君
- Lai Suen - ???